# Olympische Sommerspiele 2016/Teilnehmer (Griechenland)
| Gelbes Symbol für Goldmedaillen mit stilisierten Olympischen Ringen | Graues Symbol für Silbermedaillen mit stilisierten Olympischen Ringen | Braundes Symbol für Bronzemedaillen mit stilisierten Olympischen Ringen |
| ------------------------------------------------------------------- | --------------------------------------------------------------------- | ----------------------------------------------------------------------- |
| 3                                                                   | 1                                                                     | 2                                                                       |

Griechenland nahm an den Olympischen Spielen 2016 in Rio de Janeiro teil. Es war die insgesamt 28. Teilnahme an Olympischen Sommerspielen. Das Hellenic Olympic Committee nominierte 95 Athleten in 15 Sportarten.
Fahnenträgerin bei der Eröffnungsfeier war die Regattaseglerin Sofia Bekatorou.

## Medaillen

### Medaillenspiegel
| Medaillenspiegel Griechenland |                |                              |                           |                           |        |
| Platz                         | Sportart       | Goldmedaille – Olympiasieger | Silbermedaille – 2. Platz | Bronzemedaille – 3. Platz | Gesamt |
|                               | Schießen       | 1                            | –                         | 1                         | 2      |
|                               | Kunstturnen    | 1                            | –                         | –                         | 1      |
|                               | Schwimmen      | –                            | 1                         | –                         | 1      |
|                               | Segeln         | –                            | –                         | 1                         | 1      |
|                               | Leichtathletik | 1                            | –                         | –                         | 1      |
| Gesamt                        | Gesamt         | 3                            | 1                         | 2                         | 6      |

### Medaillengewinner

#### Gold
| Name                   | Sportart       | Wettkampf             |
| ---------------------- | -------------- | --------------------- |
| Anna Korakaki          | Schießen       | Sportpistole 25 Meter |
| Eleftherios Petrounias | Kunstturnen    | Ringe                 |
| Ekaterini Stefanidi    | Leichtathletik | Stabhochsprung        |

#### Silber
| Name              | Sportart  | Wettkampf        |
| ----------------- | --------- | ---------------- |
| Spyros Gianniotis | Schwimmen | 10 km Freiwasser |

#### Bronze
| Name                               | Sportart | Wettkampf            |
| ---------------------------------- | -------- | -------------------- |
| Anna Korakaki                      | Schießen | Luftpistole 10 Meter |
| Pavlos Kagialis, Panagiotis Mantis | Segeln   | 470er                |

## Teilnehmer nach Sportarten

### Bogenschießen
| Athleten         | Wettbewerb | Qualifikation | Qualifikation | 1. Runde       | 1. Runde      | 2. Runde      | 2. Runde      | Achtelfinale  | Achtelfinale  | Viertelfinale | Viertelfinale | Halbfinale    | Halbfinale    | Finale        | Finale        | Rang |
| Athleten         | Wettbewerb | Ringe         | Rang          | Gegner         | Ergebnis      | Gegner        | Ergebnis      | Gegner        | Ergebnis      | Gegner        | Ergebnis      | Gegner        | Ergebnis      | Gegner        | Ergebnis      | Rang |
| ---------------- | ---------- | ------------- | ------------- | -------------- | ------------- | ------------- | ------------- | ------------- | ------------- | ------------- | ------------- | ------------- | ------------- | ------------- | ------------- | ---- |
| Frauen           |            |               |               |                |               |               |               |               |               |               |               |               |               |               |               |      |
| Evangelia Psarra | Einzel     | 596           | 55            | Kaori Kawanaka | 3–7 (128:130) | ausgeschieden | ausgeschieden | ausgeschieden | ausgeschieden | ausgeschieden | ausgeschieden | ausgeschieden | ausgeschieden | ausgeschieden | ausgeschieden | 33   |

### Fechten
| Athleten                            | Wettbewerb     | 1. Runde   | 1. Runde | 2. Runde        | 2. Runde      | Achtelfinale  | Achtelfinale  | Viertelfinale | Viertelfinale | Halbfinale / Klassifikation | Halbfinale / Klassifikation | Finale / Platzierung | Finale / Platzierung | Rang |
| Athleten                            | Wettbewerb     | Gegner     | Ergebnis | Gegner          | Ergebnis      | Gegner        | Ergebnis      | Gegner        | Ergebnis      | Gegner                      | Ergebnis                    | Gegner               | Ergebnis             | Rang |
| ----------------------------------- | -------------- | ---------- | -------- | --------------- | ------------- | ------------- | ------------- | ------------- | ------------- | --------------------------- | --------------------------- | -------------------- | -------------------- | ---- |
| Frauen                              |                |            |          |                 |               |               |               |               |               |                             |                             |                      |                      |      |
| Aikaterini Maria Kontochristopoulou | Florett Einzel | Đỗ Thị Anh | 13:15    | ausgeschieden   | ausgeschieden | ausgeschieden | ausgeschieden | ausgeschieden | ausgeschieden | ausgeschieden               | ausgeschieden               | ausgeschieden        | ausgeschieden        | 33   |
| Vassiliki Vougiouka                 | Säbel Einzel   | Freilos    | Freilos  | Dagmara Wozniak | 15:8          | Jana Jegorjan | 11:15         | ausgeschieden | ausgeschieden | ausgeschieden               | ausgeschieden               | ausgeschieden        | ausgeschieden        | 13   |

### Gewichtheben
| Athleten            | Wettbewerb       | Reißen  | Reißen | Stoßen  | Stoßen | Zweikampf | Zweikampf | Rang |
| Athleten            | Wettbewerb       | Gewicht | Rang   | Gewicht | Rang   | Gewicht   | Rang      | Rang |
| ------------------- | ---------------- | ------- | ------ | ------- | ------ | --------- | --------- | ---- |
| Männer              |                  |         |        |         |        |           |           |      |
| Theodoros Iakovidis | Klasse bis 85 kg | 160 kg  | 9      | 190 kg  | 13     | 350 kg    | 12        | 12   |

### Judo
| Athleten           | Wettbewerb | 1. Runde      | 1. Runde    | 2. Runde      | 2. Runde      | Viertelfinale | Viertelfinale | Halbfinale / Trostrunde | Halbfinale / Trostrunde | Finale / Platz 3 | Finale / Platz 3 | Rang |
| Athleten           | Wettbewerb | Gegner        | Ergebnis    | Gegner        | Ergebnis      | Gegner        | Ergebnis      | Gegner                  | Ergebnis                | Gegner           | Ergebnis         | Rang |
| ------------------ | ---------- | ------------- | ----------- | ------------- | ------------- | ------------- | ------------- | ----------------------- | ----------------------- | ---------------- | ---------------- | ---- |
| Herren             |            |               |             |               |               |               |               |                         |                         |                  |                  |      |
| Roman Moustopoulos | bis 81 kg  | J. D. Turcios | 000s2:100s1 | ausgeschieden | ausgeschieden | ausgeschieden | ausgeschieden | ausgeschieden           | ausgeschieden           | ausgeschieden    | ausgeschieden    | 17   |
| Ilias Iliadis      | bis 90 kg  | X. Cheng      | 000s0:100s0 | ausgeschieden | ausgeschieden | ausgeschieden | ausgeschieden | ausgeschieden           | ausgeschieden           | ausgeschieden    | ausgeschieden    | 17   |

### Leichtathletik
Laufen und Gehen 
| Athleten                    | Wettbewerb   | Runde 1 | Runde 1 | Halbfinale    | Halbfinale    | Finale        | Finale        | Rang |
| Athleten                    | Wettbewerb   | Zeit    | Rang    | Zeit          | Rang          | Zeit          | Rang          | Rang |
| --------------------------- | ------------ | ------- | ------- | ------------- | ------------- | ------------- | ------------- | ---- |
| Frauen                      |              |         |         |               |               |               |               |      |
| Maria Belimbasaki           | 200 m        | 23,19 s | 037     | ausgeschieden | ausgeschieden | ausgeschieden | ausgeschieden | 037  |
| Irini Vasiliou              | 400 m        | 54,37 s | 054     | ausgeschieden | ausgeschieden | ausgeschieden | ausgeschieden | 054  |
| Alexi Pappas                | 10.000 m     | –       | –       | –             | –             | 31:36,16 min  | 017           | 017  |
| Ourania Rembouli            | Marathon     | –       | –       | –             | –             | 2:46:32 h     | 088           | 088  |
| Sofia Riga                  | Marathon     | –       | –       | –             | –             | 2:49:07 h     | 103           | 103  |
| Panagiota Vlachaki          | Marathon     | –       | –       | –             | –             | 2:59:12 h     | 118           | 118  |
| Andigoni Drismbioti         | 20 km Gehen  | –       | –       | –             | –             | 1:32:32 h     | 015           | 015  |
| Panagiota Tsinopoulou       | 20 km Gehen  | –       | –       | –             | –             | 1:38:24 h     | 047           | 047  |
| Elisavet Pesiridou          | 100 m Hürden | 13,10 s | 033     | ausgeschieden | ausgeschieden | ausgeschieden | ausgeschieden | 033  |
| Männer                      |              |         |         |               |               |               |               |      |
| Lykourgos-Stefanos Tsakonas | 200 m        | 20,31 s | 019     | 20,63 s       | 023           | ausgeschieden | ausgeschieden | 023  |
| Michail Kalomiris           | Marathon     | –       | –       | –             | –             | 2:37:03 h     | 132           | 132  |
| Christoforos Merousis       | Marathon     | –       | –       | –             | –             | 2:29:39 h     | 116           | 116  |
| Alexandros Papamichail      | 20 km Gehen  | –       | –       | –             | –             | 1:21:55 h     | 020           | 020  |
| Alexandros Papamichail      | 50 km Gehen  | –       | –       | –             | –             | 3:59:21 h     | 028           | 028  |
| Konstandinos Douvalidis     | 110 m Hürden | 13,41 s | 06      | 13,47 s       | 013           | ausgeschieden | ausgeschieden | 013  |

 Springen und Werfen 
| Athleten                  | Wettbewerb     | Qualifikation | Qualifikation | Finale        | Finale        | Rang |
| Athleten                  | Wettbewerb     | Weite/Höhe    | Rang          | Weite/Höhe    | Rang          | Rang |
| ------------------------- | -------------- | ------------- | ------------- | ------------- | ------------- | ---- |
| Frauen                    |                |               |               |               |               |      |
| Nikoleta Kyriakopoulou    | Stabhochsprung | DNS           | DNS           | DNS           | DNS           | DNS  |
| Ekaterini Stefanidi       | Stabhochsprung | 4,60 m        | 01            | 4,85 m        | 01            | Gold |
| Chaido Alexouli           | Weitsprung     | 6,13 m        | 32            | ausgeschieden | ausgeschieden | 32   |
| Paraskevi Papachristou    | Dreisprung     | 14,43 m       | 02            | 14,26 m       | 08            | 08   |
| Chrysoula Anagnostopoulou | Diskuswurf     | 54,84 m       | 26            | ausgeschieden | ausgeschieden | 26   |
| Männer                    |                |               |               |               |               |      |
| Konstandinos Baniotis     | Hochsprung     | 2,26 m        | 34            | ausgeschieden | ausgeschieden | 34   |
| Konstandinos Filippidis   | Stabhochsprung | 5,70 m        | 02            | 5,50 m        | 07            | 07   |
| Miltiadis Tendoglou       | Weitsprung     | 7,64 m        | 27            | ausgeschieden | ausgeschieden | 27   |
| Nikolaos Skarvelis        | Kugelstoßen    | 19,37 m       | 27            | ausgeschieden | ausgeschieden | 27   |
| Michalis Anastasakis      | Hammerwurf     | 71,28 m       | 20            | ausgeschieden | ausgeschieden | 20   |

 Mehrkampf 
| Athletinnen        | 100 m Hürden | 100 m Hürden | Hochsprung | Hochsprung | Kugelstoßen | Kugelstoßen | 200 m   | 200 m  | Weitsprung | Weitsprung | Speerwurf | Speerwurf | 800 m       | 800 m  | Punkte | Rang |
| Athletinnen        | Zeit         | Punkte       | Höhe       | Punkte     | Weite       | Punkte      | Zeit    | Punkte | Weite      | Punkte     | Weite     | Punkte    | Zeit        | Punkte | Punkte | Rang |
| ------------------ | ------------ | ------------ | ---------- | ---------- | ----------- | ----------- | ------- | ------ | ---------- | ---------- | --------- | --------- | ----------- | ------ | ------ | ---- |
| Siebenkampf Frauen |              |              |            |            |             |             |         |        |            |            |           |           |             |        |        |      |
| Sofia Yfandidou    | 13,99 s      | 980          | 1,65 m     | 795        | 12,97 m     | 725         | 26,32 s | 769    | 5,51 m     | 703        | 54,57 m   | 949       | 2:30,08 min | 692    | 5613   | 27   |

### Radsport

#### Bahn
| Athleten           | Wettbewerb | Qualifikation | Qualifikation | Finals | Finals     | Rang |
| Athleten           | Wettbewerb | Zeit          | Rang          | Zeit   | Rang       | Rang |
| ------------------ | ---------- | ------------- | ------------- | ------ | ---------- | ---- |
| Männer             |            |               |               |        |            |      |
| Christos Volikakis | Keirin     | –             | 4             | –      | Finale B 5 | 12   |

#### Straße
| Athleten           | Wettbewerb    | Zeit      | Rang |
| ------------------ | ------------- | --------- | ---- |
| Männer             |               |           |      |
| Ioannis Tamouridis | Straßenrennen | 6:30:05 h | 51   |

#### Mountainbike
| Athleten             | Wettbewerb    | Zeit      | Rang |
| -------------------- | ------------- | --------- | ---- |
| Männer               |               |           |      |
| Dimitrios Antoniadis | Cross-Country | 1:44:17 h | 31   |

### Ringen
| Athleten          | Wettbewerb       | 1. Runde      | 1. Runde | Achtelfinale       | Achtelfinale | Viertelfinale | Viertelfinale | Halbfinale    | Halbfinale    | Hoffnungsrunde Viertelfinale | Hoffnungsrunde Viertelfinale | Hoffnungsrunde Halbfinale | Hoffnungsrunde Halbfinale | Hoffnungsrunde Finale | Hoffnungsrunde Finale | Finale        | Finale        | Rang |
| Athleten          | Wettbewerb       | Gegner        | Ergebnis | Gegner             | Ergebnis     | Gegner        | Ergebnis      | Gegner        | Ergebnis      | Gegner                       | Ergebnis                     | Gegner                    | Ergebnis                  | Gegner                | Ergebnis              | Gegner        | Ergebnis      | Rang |
| ----------------- | ---------------- | ------------- | -------- | ------------------ | ------------ | ------------- | ------------- | ------------- | ------------- | ---------------------------- | ---------------------------- | ------------------------- | ------------------------- | --------------------- | --------------------- | ------------- | ------------- | ---- |
| Freistil Frauen   |                  |               |          |                    |              |               |               |               |               |                              |                              |                           |                           |                       |                       |               |               |      |
| Maria Prevolaraki | Klasse bis 53 kg | Babita Kumari | 3:1      | Betzabeth Argüello | 1:3          | ausgeschieden | ausgeschieden | ausgeschieden | ausgeschieden | ausgeschieden                | ausgeschieden                | ausgeschieden             | ausgeschieden             | ausgeschieden         | ausgeschieden         | ausgeschieden | ausgeschieden | 10   |

### Rudern
| Athleten                                                                 | Wettbewerb                            | Vorlauf     | Vorlauf | Vorlauf       | Hoffnungslauf | Hoffnungslauf | Hoffnungslauf | Halbfinale  | Halbfinale | Halbfinale    | Finale      | Finale | Rang |
| Athleten                                                                 | Wettbewerb                            | Zeit        | Platz   | Qualifikation | Zeit          | Platz         | Qualifikation | Zeit        | Platz      | Qualifikation | Zeit        | Platz  | Rang |
| ------------------------------------------------------------------------ | ------------------------------------- | ----------- | ------- | ------------- | ------------- | ------------- | ------------- | ----------- | ---------- | ------------- | ----------- | ------ | ---- |
| Frauen                                                                   |                                       |             |         |               |               |               |               |             |            |               |             |        |      |
| Sofia Asoumanaki Aikaterini Nikolaidou                                   | Doppelzweier                          | 7:20,64 min | 3       | Halbfinale    | –             | –             | –             | 6:51,99 min | 1          | Finale        | 7:48,62 min | 4      | 4    |
| Männer                                                                   |                                       |             |         |               |               |               |               |             |            |               |             |        |      |
| Dionysios Angelopoulos Ioannis Christou Giannis Tsilis Georgios Tziallas | Vierer ohne Steuermann                | 5:59,65 min | 2       | Halbfinale    | –             | –             | –             | 6:24,04 min | 5          | B-Finale      | 6:00,56 min | 2      | 8    |
| Panagiotis Magdanis Stefanos Douskos Ioannis Petrou Spyridon Giannaros   | Leichtgewichts-Vierer ohne Steuermann | 6:05,27 min | 3       | Halbfinale    | –             | –             | –             | 6:23,95 min | 3          | Finale        | 6:36,47 min | 6      | 6    |

### Segeln
Fleet Race
| Athleten                           | Wettbewerb      | Qualifikation | Qualifikation | Medal Race    | Medal Race    | Punkte | Rang   |
| Athleten                           | Wettbewerb      | Punkte        | Rang          | Punkte        | Rang          | Punkte | Rang   |
| ---------------------------------- | --------------- | ------------- | ------------- | ------------- | ------------- | ------ | ------ |
| Frauen                             |                 |               |               |               |               |        |        |
| Angeliki Skarlatou                 | Windsurfen RS:X | 171           | 19            | ausgeschieden | ausgeschieden | 171    | 19     |
| Männer                             |                 |               |               |               |               |        |        |
| Byron Kokkalanis                   | Windsurfen RS:X | 78            | 5             | 18            | DPI           | 96     | 5      |
| Pavlos Kagialis Panagiotis Mantis  | 470er           | 38            | 2             | 20            | 10            | 58     | Bronze |
| Ioannis Mitakis                    | Finn Dinghy     | 88            | 11            | ausgeschieden | ausgeschieden | 88     | 11     |
| Mixed                              |                 |               |               |               |               |        |        |
| Michail Pateniotis Sofia Bekatorou | Nacra 17        | 148           | 18            | ausgeschieden | ausgeschieden | 148    | 18     |

### Schießen
| Athleten        | Wettbewerb            | Qualifikation   | Qualifikation | Finale          | Finale        | Ringe/ Scheiben | Rang   |
| Athleten        | Wettbewerb            | Ringe/ Scheiben | Rang          | Ringe/ Scheiben | Rang          | Ringe/ Scheiben | Rang   |
| --------------- | --------------------- | --------------- | ------------- | --------------- | ------------- | --------------- | ------ |
| Frauen          |                       |                 |               |                 |               |                 |        |
| Anna Korakaki   | Luftpistole 10 Meter  | 387             | 3             | 177,7           | 3             | 177,7           | Bronze |
| Anna Korakaki   | Sportpistole 25 Meter | 584             | 2             | 19              | 1             | 40              | Gold   |
| Männer          |                       |                 |               |                 |               |                 |        |
| Efthimios Mitas | Skeet                 | 119             | 13            | ausgeschieden   | ausgeschieden | 119             | 13     |

### Schwimmen
| Athleten                                                                   | Wettbewerb                 | Vorlauf     | Vorlauf | Halbfinale    | Halbfinale    | Finale        | Finale        | Rang   |
| Athleten                                                                   | Wettbewerb                 | Zeit        | Rang    | Zeit          | Rang          | Zeit          | Rang          | Rang   |
| -------------------------------------------------------------------------- | -------------------------- | ----------- | ------- | ------------- | ------------- | ------------- | ------------- | ------ |
| Frauen                                                                     |                            |             |         |               |               |               |               |        |
| Theodora Drakou                                                            | 50 m Freistil              | 25,36 s     | 31      | ausgeschieden | ausgeschieden | ausgeschieden | ausgeschieden | 31     |
| Anna Doudounaki                                                            | 100 m Schmetterling        | 58,27 s     | 17      | ausgeschieden | ausgeschieden | ausgeschieden | ausgeschieden | 17     |
| Kristel Vourna                                                             | 100 m Schmetterling        | 58,89 s     | 22      | ausgeschieden | ausgeschieden | ausgeschieden | ausgeschieden | 22     |
| Kalliopi Araouzou                                                          | 10 km Freiwasser           | –           | –       | –             | –             | 1:57:31,6 h   | 11            | 11     |
| Männer                                                                     |                            |             |         |               |               |               |               |        |
| Odysseus Meladinis                                                         | 50 m Freistil              | 22,47 s     | 33      | ausgeschieden | ausgeschieden | ausgeschieden | ausgeschieden | 33     |
| Kristian Gkolomeev                                                         | 50 m Freistil              | 21,93 s     | 10      | 21,98 s       | 13            | ausgeschieden | ausgeschieden | 13     |
| Kristian Gkolomeev                                                         | 100 m Freistil             | 48,68 s     | 20      | ausgeschieden | ausgeschieden | ausgeschieden | ausgeschieden | 20     |
| Dimitrios Dimitriou                                                        | 400 m Freistil             | 3:54,98 min | 41      | ausgeschieden | ausgeschieden | ausgeschieden | ausgeschieden | 41     |
| Stefanos Dimitriadis                                                       | 200 m Schmetterling        | 1:56,57 min | 18      | ausgeschieden | ausgeschieden | ausgeschieden | ausgeschieden | 18     |
| Panagiotis Samilidis                                                       | 100 m Brust                | 1:00,35 min | 19      | ausgeschieden | ausgeschieden | ausgeschieden | ausgeschieden | 19     |
| Panagiotis Samilidis                                                       | 200 m Brust                | 2:12,68 min | 27      | ausgeschieden | ausgeschieden | ausgeschieden | ausgeschieden | 27     |
| Dimitrios Koulouris                                                        | 200 m Brust                | 2:14,86 min | 35      | ausgeschieden | ausgeschieden | ausgeschieden | ausgeschieden | 35     |
| Apostolos Christou                                                         | 100 m Rücken               | 54,12 s     | 18      | ausgeschieden | ausgeschieden | ausgeschieden | ausgeschieden | 18     |
| Apostolos Christou                                                         | 200 m Rücken               | 1:59,78 min | 24      | ausgeschieden | ausgeschieden | ausgeschieden | ausgeschieden | 24     |
| Andreas Vazaios                                                            | 200 m Lagen                | 1:59,33 min | 9       | 1:59,54 min   | 11            | ausgeschieden | ausgeschieden | 11     |
| Kristian Gkolomeev Christos Katrantzis Odysseus Meladinis Andreas Vazaios  | 4 × 100 m Freistil Staffel | 3:14,62 min | 10      | ausgeschieden | ausgeschieden | ausgeschieden | ausgeschieden | 10     |
| Apostolos Christou Kristian Gkolomeev Panagiotis Samilidis Andreas Vazaios | 4 × 100 m Lagen Staffel    | 3:36,75 min | 15      | ausgeschieden | ausgeschieden | ausgeschieden | ausgeschieden | 15     |
| Spyridon Gianniotis                                                        | 10 km Freiwasser           | –           | –       | –             | –             | 1:52:59,8 h   | 2             | Silber |

### Synchronschwimmen
| Athletinnen                             | Wettbewerb | Qualifikation     | Qualifikation     | Qualifikation  | Qualifikation  | Qualifikation | Qualifikation | Finale         | Finale         | Finale           | Finale           |
| Athletinnen                             | Wettbewerb | Technische Kür TK | Technische Kür TK | Freie Kür FK-Q | Freie Kür FK-Q | Gesamt        | Gesamt        | Freie Kür FK-F | Freie Kür FK-F | Gesamt TK + FK-F | Gesamt TK + FK-F |
| Athletinnen                             | Wettbewerb | Punkte            | Rang              | Punkte         | Rang           | Punkte        | Rang          | Punkte         | Rang           | Punkte           | Rang             |
| --------------------------------------- | ---------- | ----------------- | ----------------- | -------------- | -------------- | ------------- | ------------- | -------------- | -------------- | ---------------- | ---------------- |
| Frauen                                  |            |                   |                   |                |                |               |               |                |                |                  |                  |
| Evelina Papazoglou Evangelia Platanioti | Duett      | 85,3550           | 10                | 86,1000        | 10             | 171,4550      | 10            | 86,5000        | 10             | 171,8550         | 10               |

### Tischtennis
| Athleten          | Wettbewerb | 1. Runde | 1. Runde | 2. Runde                  | 2. Runde | 3. Runde     | 3. Runde | 4. Runde      | 4. Runde      | Viertelfinale | Viertelfinale | Halbfinale    | Halbfinale    | Finale        | Finale        |
| Athleten          | Wettbewerb | Gegner   | Ergebnis | Gegner                    | Ergebnis | Gegner       | Ergebnis | Gegner        | Ergebnis      | Gegner        | Ergebnis      | Gegner        | Ergebnis      | Gegner        | Ergebnis      |
| ----------------- | ---------- | -------- | -------- | ------------------------- | -------- | ------------ | -------- | ------------- | ------------- | ------------- | ------------- | ------------- | ------------- | ------------- | ------------- |
| Männer            |            |          |          |                           |          |              |          |               |               |               |               |               |               |               |               |
| Panagiotis Gionis | Einzel     | Freilos  | Freilos  | Padasak Tanviriyavechakul | 4:0      | Jun Mizutani | 1:4      | ausgeschieden | ausgeschieden | ausgeschieden | ausgeschieden | ausgeschieden | ausgeschieden | ausgeschieden | ausgeschieden |

### Turnen

#### Kunstturnen
| Athleten               | Wettbewerb    | Qualifikation | Qualifikation | Finale        | Finale        | Rang |
| Athleten               | Wettbewerb    | Punkte        | Rang          | Punkte        | Rang          | Rang |
| ---------------------- | ------------- | ------------- | ------------- | ------------- | ------------- | ---- |
| Damen                  |               |               |               |               |               |      |
| Vasiliki Millousi      | Schwebebalken | 13,200        | 57            | ausgeschieden | ausgeschieden | 57   |
| Herren                 |               |               |               |               |               |      |
| Eleftherios Petrounias | Ringe         | 15,833        | 2             | 16,000        | 1             | Gold |
| Vlasis Maras           | Reck          | 14,200        | 38            | ausgeschieden | ausgeschieden | 38   |

#### Rhythmische Sportgymnastik
| Athletinnen                                                                             | Wettbewerb       | Qualifikation | Qualifikation | Finale        | Finale        | Rang |
| Athletinnen                                                                             | Wettbewerb       | Punkte        | Rang          | Punkte        | Rang          | Rang |
| --------------------------------------------------------------------------------------- | ---------------- | ------------- | ------------- | ------------- | ------------- | ---- |
| Frauen                                                                                  |                  |               |               |               |               |      |
| Varvara Filiou                                                                          | Mehrkampf Einzel | 68,624        | 15            | ausgeschieden | ausgeschieden | 15   |
| Stavroula Samara Eleni Doika Michaela Metallidou Ioanna Anagnostopoulou Zoi Kontogianni | Mehrkampf Gruppe | 30,416        | 13            | ausgeschieden | ausgeschieden | 13   |

### Wasserball
| Wettbewerb         | Männer |
| ------------------ | --- |
| Athleten           | Konstantinos Flegkas Manolis Mylonakis Georgios Dervisis Konstantinos Genidounias Ioannis Fountoulis Kyriakos Pontikeas Christos Afroudakis Evangelos Delakas Christodoulos Kolomvos Alexandros Gounas Angelos Vlachopoulos Stefanos Galanopoulos |
| Trainer            | Theodoros Vlachos |
| Gruppenphase       | Japan (8:7) Serbien (9:9) Ungarn (8:8) Brasilien (9:4) Australien (7:12) |
| Viertelfinale      | Italien (5:9) |
| Platzierungsspiele | Spanien (9:7) Ungarn (10:12) |
| Halbfinale         | ausgeschieden |
| Finale             | ausgeschieden |
| Platzierung        | 6. Platz |